# Liddicoatyt
Liddicoatyt – bardzo rzadki minerał z gromady krzemianów, należący do rodziny turmalinów.
Nazwa pochodzi od nazwiska amerykańskiego gemmologa Richarda T. Liddicoata, dyrektora Instytutu Gemmologii w Santa Monica.

## Właściwości
Jest najczęściej różowy, czerwony i jasnobrązowy, często wielobarwny. Pierwotnie był uważany za elbait, ale po głębszych analizach i badaniach odkryto, że zamiast sodu w składzie występuje wapń. Skutkowało to zatwierdzeniem go w 1977 roku przez IMA jako nowy minerał. Liddicoatyt bogaty w fluor został w 2011 roku za odrębny minerał i określany jako fluor-liddicoatyt. Krystalizuje w układzie trygonalnym. Charakteryzuje się pryzmatycznym bądź trójkątnym pokrojem. Jest przezroczysty bądź półprzezroczysty.

## Występowanie
Występuje głównie w pegmatytach granitowych. Towarzyszy mu najczęściej elbait, kwarc, londonit, beryl, muskowit, albit. Występuje w Madagaskarze, Wietnamie, Kanadzie, we Włoszech i w Brazylii. W Polsce został stwierdzony w Piławie Górnej na Dolnym Śląsku. Natomiast jedyną lokalizacją fluorliddicoatytu jest Madagaskar.

## Zastosowanie
• bardzo rzadki i wysoko ceniony kamień kolekcjonerski;
• okazjonalnie stosowany do wyrobu oryginalnej oraz artystycznej biżuterii; 
• eksponowany najczęściej w formie płytek wyciętych prostopadle do wydłużenia kryształów;

## Galeria

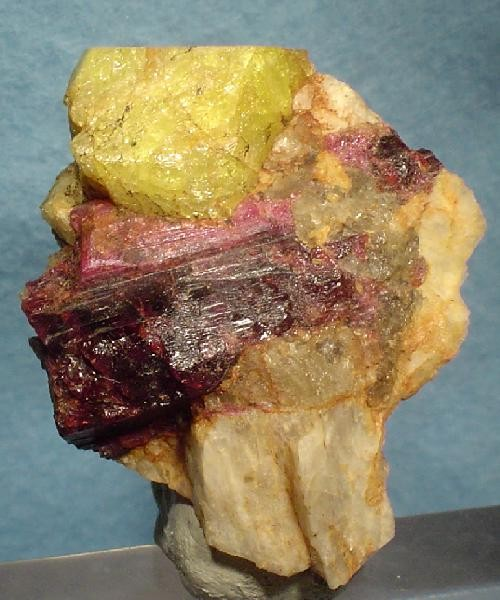
W towarzystwie mikroklinu i londonitu
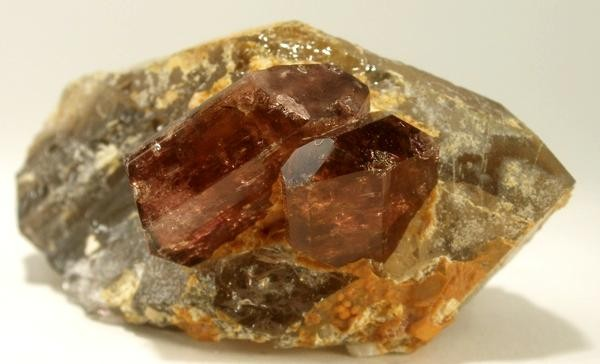
Z kwarcem dymnym z Madagaskaru
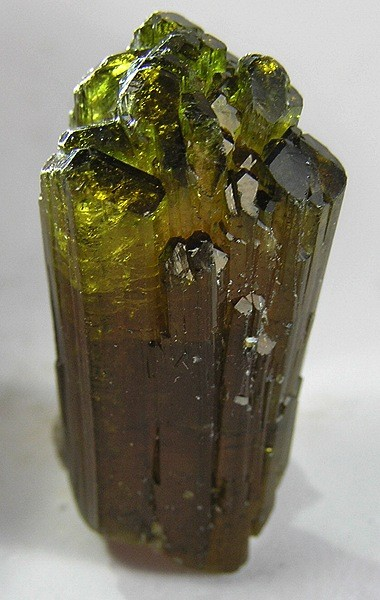
zielony z Wietnamu
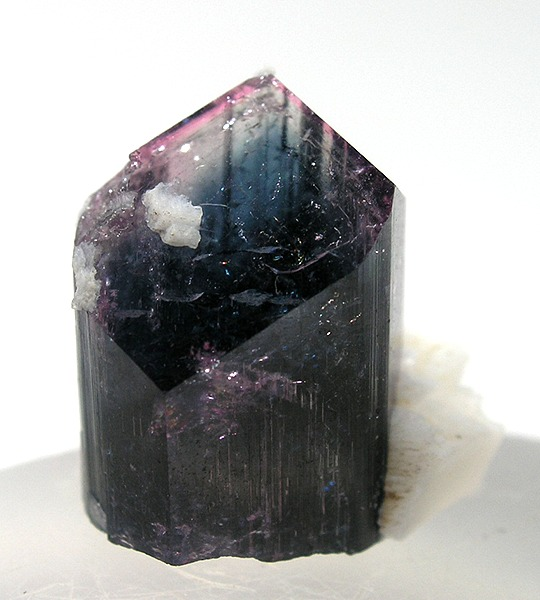
ciemnoniebieski z Madagaskaru